# Die Teeblume
Die Teeblume („La fleur du thé“) ist eine Operette (Opera buffa) in drei Akten des Komponisten Alexandre Charles Lecocq; für das Libretto zeichneten Henri Chivot und Alfred Duru verantwortlich. Am 11. April 1868 hatte dieses Theaterstück am Théâtre l'Athénée-Comique in Paris Premiere.

## Handlung
1. Akt – Hafenkneipe mit Blick auf die Schiffe
Teeblume, die Tochter von Mandarin Fa-Sching ist von Neugierde getrieben, aus dem väterlichen Palast gelaufen. Da ein solches Verhalten per kaiserliches Dekret verboten ist, versucht Fa-Sching, der auch Vorsteher der Polizei ist, seine Tochter wieder zu finden. Sein zukünftiger Schwiegersohn, Hauptmann Sching-Yong hilft ihm dabei. Inzwischen hat Teeblume Angst bekommen und flüchtet sich in eine Hafenkneipe.
Diese wird vom ehemaligen Schiffskoch der HMS Medusa (ein kaiserliches Kriegsschiff), Pastinak, und dessen eifersüchtiger Ehefrau Portiunka geleitet. Pastinak wird auf Teeblume aufmerksam und als er den Mandarin mit seinem Hauptmann vor dem Haus bemerkt, versteckt er Teeblume in seinem Schlafzimmer.  Dort entdeckt sie Portiunka und zerrt sie eifersüchtig wieder in den Schankraum. Den haben inzwischen Mandarin nebst Hauptmann betreten und nehmen Teeblume somit in Empfang.
Ein weiteres kaiserliches Dekret verpflichtet jeden Mann zur sofortigen Heirat mit einer Frau, falls diese sich unerlaubt in der Öffentlichkeit aufhält und er sie als erster angesprochen hat. Als Fa-Sching seine Tochter durch den Hauptmann abführen lässt, klärt er in Hörweite Portiunkas Pastinak darüber auf. Rasend vor Eifersucht macht daraufhin Portiunka ihrem Ehemann eine fürchterliche Szene und sperrt ihn in den Keller. Als der Mandarin wenig später zurückkommt, befreit er Pastinak und nimmt ihn mit.
2. Akt – Empfangssaal im Palast des Mandarins
Fa-Sching zwingt Pastinak zur sofortigen Heirat mit Teeblume. Auch der von Pastinak vorgebrachte Einwand, er wäre bereits verheiratet, hilft nichts, da Polygamie keinerlei Verbrechen in China darstellt. Inzwischen hat sich Portiunka heimlich in den Palast von Fa-Sching geschlichen und kann sich mit Teeblume aussprechen.
Da Teeblume den Hauptmann Sching-Yong liebt und nicht den Schiffskoch Pastinak beruhigt sich Portiunka wieder und beide Frauen sind sich nun einig, Pastinak zu retten. Um Hauptmann Sching-Yong, der Teeblume bewachen soll, zu täuschen tauschen beide Frauen ihre Kleider. Der Hauptmann bemerkt nichts und lässt nun Portiunka (als Teeblume verkleidet) in den Hochzeitssaal zum wartenden Bräutigam bringen.
3. Akt – Kleines Zimmer im Palast des Mandarins
Die Hochzeitsnacht hat Pastinak mit seiner neuen Ehefrau verbracht und da sich Portiunka noch vor der Morgenröte davonschleicht, hatte auch er den Frauentausch nicht bemerkt. Als beim Frühstück Fa-Sching und Sching-Yong streiten, bemerken sie zu ihrer Verwunderung, dass sich Teeblume die ganze Nacht in ihrem Zimmer aufgehalten haben muss.
Fa-Sching unterstellt nun Pastinak, seine Tochter verschmäht zu haben und sieht dies als Beleidigung. Da ein weiteres kaiserliches Dekret für die Beleidigung von kaiserlichen Beamten – auch Mandarinen – die sofortige Todesstrafe vorsieht, lässt Fa-Sching auf der Stelle Pastinak zum Richtplatz schleppen. Inzwischen ist aber Sching-Yong zum Hafen geeilt und hat die Marinesoldaten auf der HMS Medusa alarmiert. Diese kommen nun um ihren ehemaligen Schiffskoch zu befreien. Fa-Sching erkennt seinen Fehler und alle feiern glücklich in der Hafenkneipe.